# Acropora verweyi

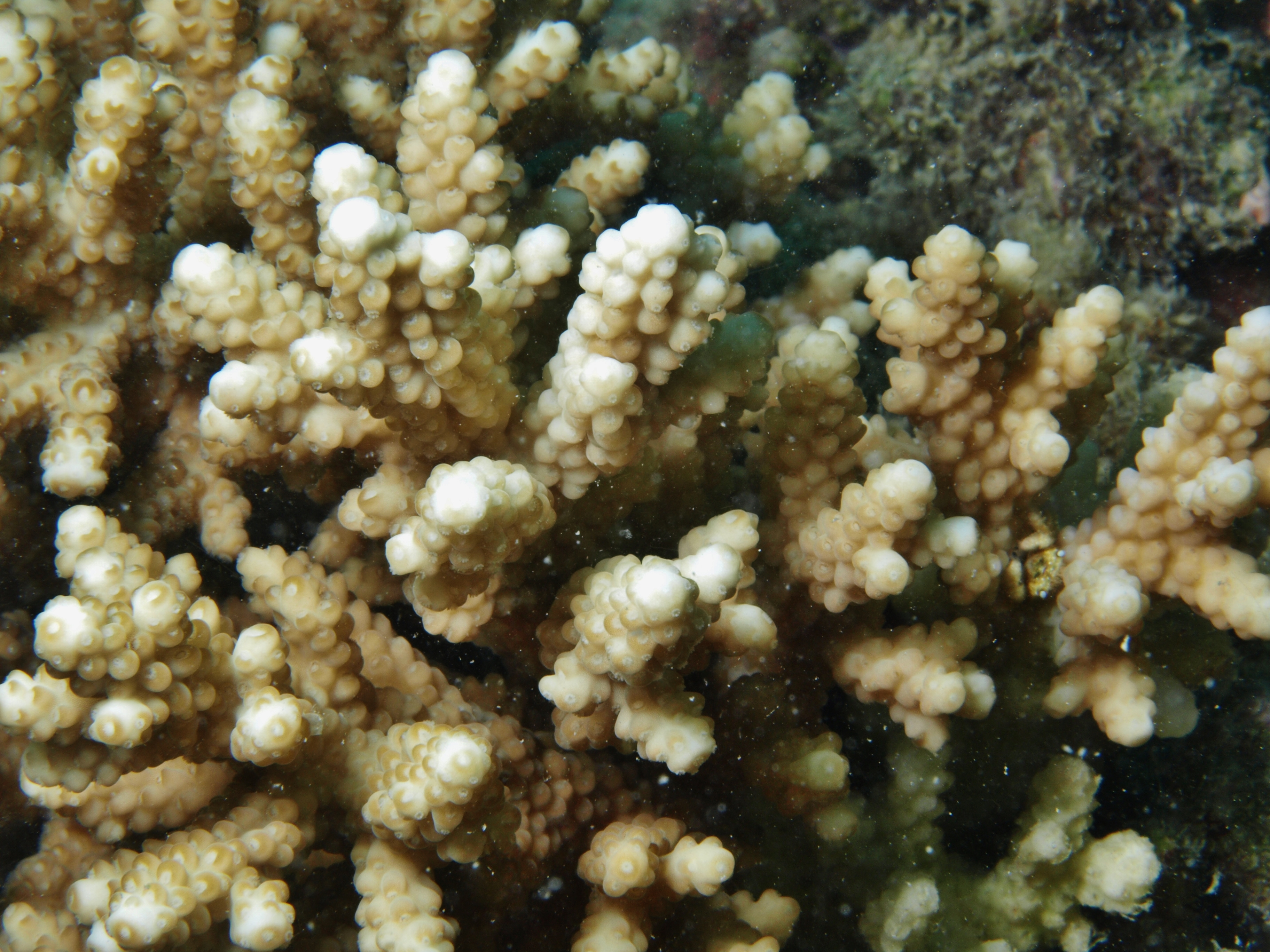
A. verweyi, vista de coralitos, isla Poruma, Australia

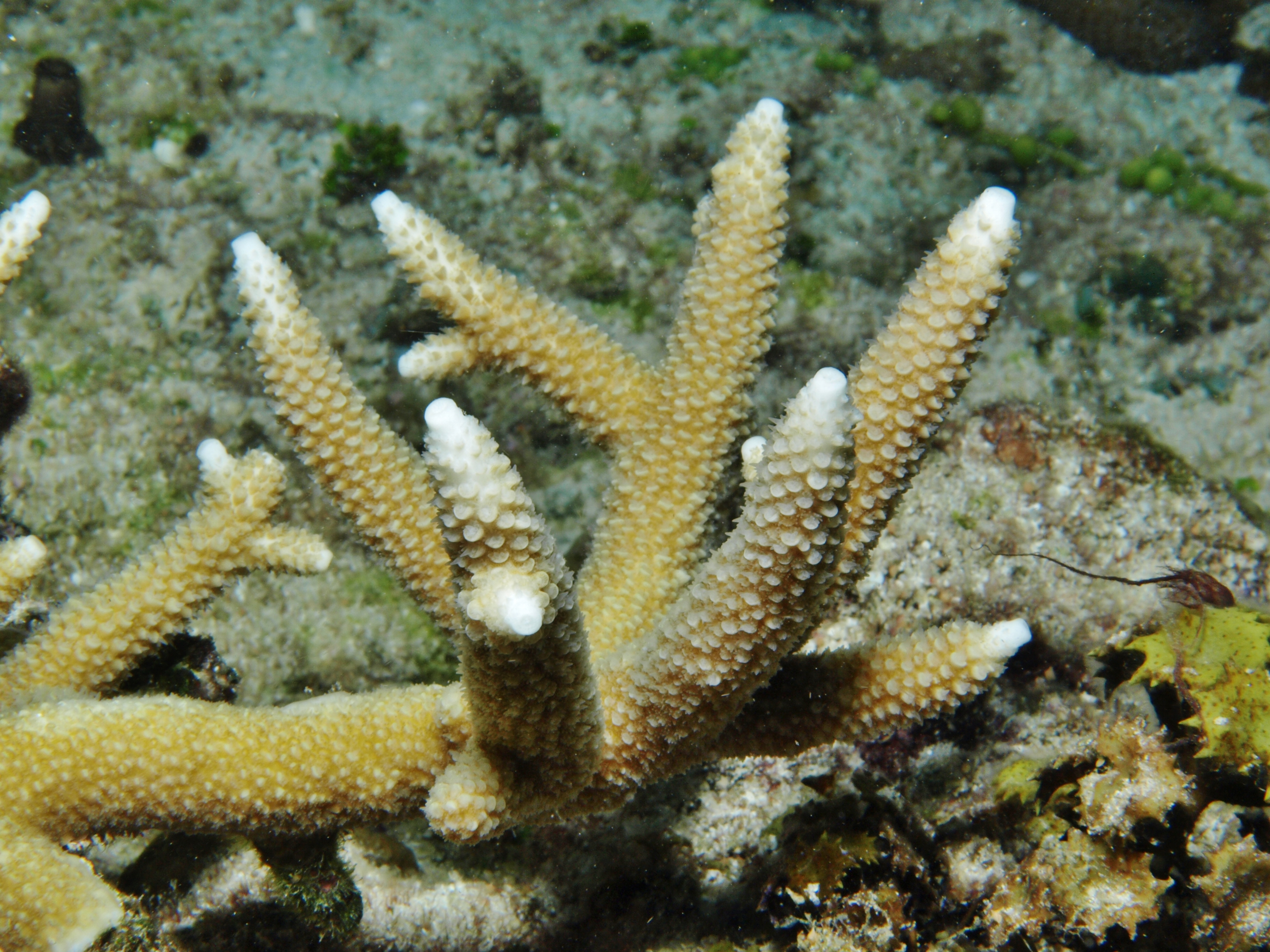
A. verweyi, vista de coralitos, isla Mer, Australia

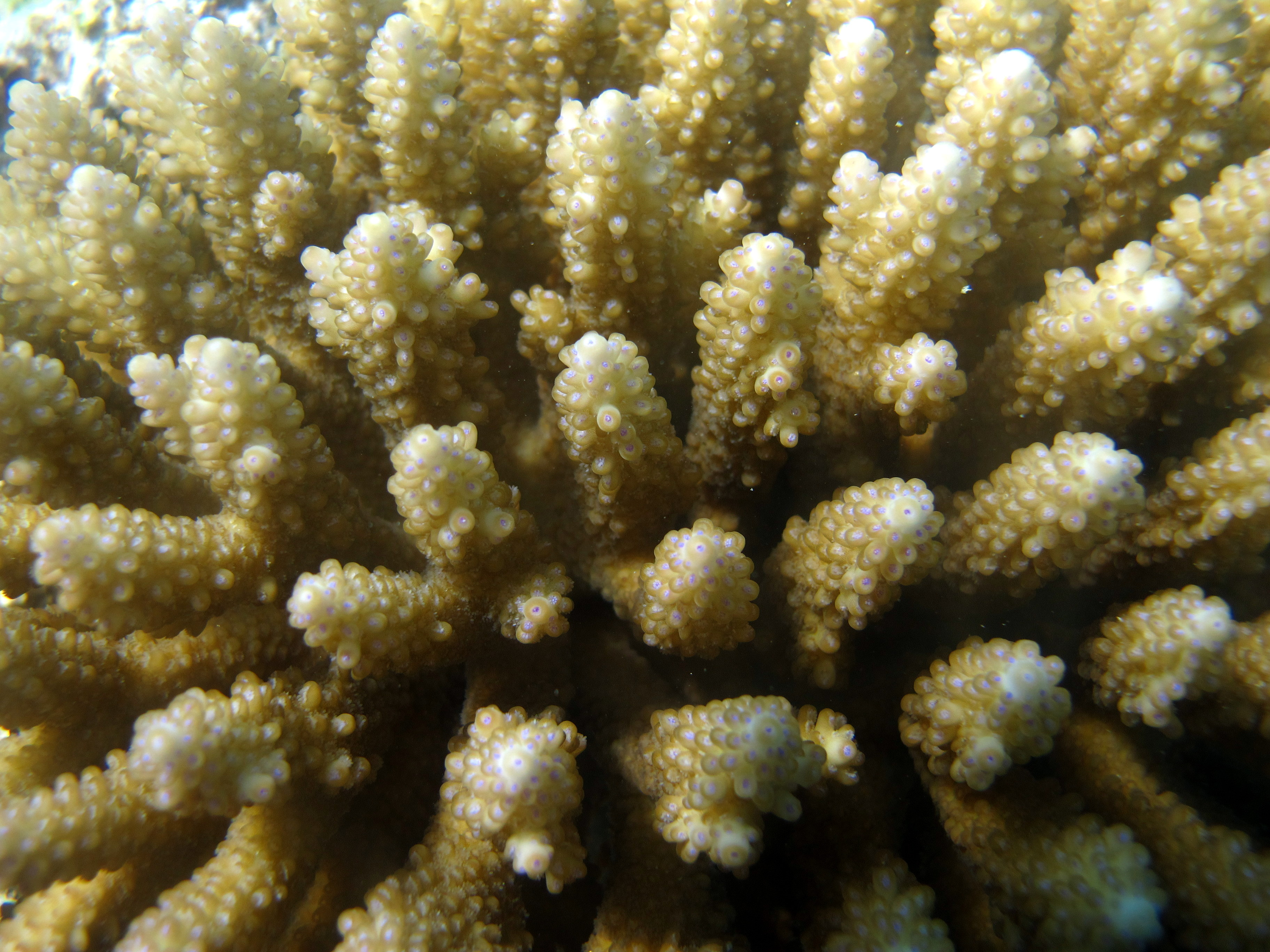
Vista superior de A. verweyi mostrando coralitos, Maldivas

Acropora verweyi es una especie de coral que pertenece a la familia Acroporidae, orden Scleractinia. 
Su esqueleto es macizo y está compuesto de carbonato cálcico. Tras la muerte del coral, su esqueleto contribuye a la generación de nuevos arrecifes en la naturaleza, debido a que la acción del CO2 convierte muy lentamente su esqueleto en bicarbonato cálcico, sustancia ésta asimilable directamente por las colonias coralinas.
Es una especie común, especialmente en el oeste del océano Índico, y ampliamente distribuida en el Indo-Pacífico tropical. Se comercializa en el mercado de acuariofilia.

## Morfología
La colonia crece formando pequeños arbustos, platos incrustantes con ramas cortas o en forma de cojín. Las ramas no se estrechan, miden 7-9 mm de ancho y tienen pequeñas sub-ramas hacia su base. Los coralitos axiales son prominentes, miden 2,8-3,5 mm de diámetro exterior y 0,8-1,1 mm de diámetro interior. Los coralitos radiales son uniformes en tamaño, redondeados, tubulares, estrechamente apretados, y dispuestos en hileras.
A. verweyi presenta los siguientes colores: casi siempre marrón-crema con las puntas de las ramas amarillas o púrpuras.

## Hábitat y comportamiento
Habitan los arrecifes de coral, por lo que requieren de aguas oligotróficas (pobres en nutrientes), bien oxigenadas, con baja carga de sedimento, de alta transparencia, y con una temperatura no menor a los 20 °C en su media anual.
Suelen vivir en diversos hábitats de los arrecifes de coral, especialmente en laderas superiores del arrecife expuestas a fuerte oleaje. Con frecuencia compartiendo áreas junto a otras especies de Acropora, en la cima o los extremos del arrecife .
Su rango de profundidad es de 2 a 15 m, aunque se reportan localizaciones desde 0 hasta 47,5 metros de profundidad, y en un rango de temperatura entre 25.60 y 27.84 °C.

## Distribución geográfica
Se distribuyen en aguas tropicales del océano Indo-Pacífico, desde las costas orientales de África, hasta el Pacífico central, en la Polinesia Francesa. 
Es especie nativa de Australia; Birmania; Camboya; Chagos; Comoros; Filipinas; Fiyi; Guam; India; Indonesia; Japón; Kenia; Kiribati; Kuwait; Madagascar; Malasia; Islas Marianas del Norte; Islas Marshall; Mauritius; Mayotte; Micronesia; Mozambique; Nauru; Nueva Caledonia; Palaos; Papúa Nueva Guinea; Polinesia Francesa; Reunión; Samoa; Samoa Americana; Islas Salomón; Seychelles; Singapur; Somalia; Sri Lanka; Sudáfrica; Tailandia; Taiwán (China); Tanzania; Tuvalu; Vanuatu; Vietnam y Wallis y Futuna.

## Alimentación
Los pólipos contienen algas simbióticas llamadas zooxantelas. Las algas realizan la fotosíntesis produciendo oxígeno y azúcares, que son aprovechados por los pólipos, y se alimentan de los catabolitos del coral (especialmente fósforo y nitrógeno). Esto les proporciona entre el 75 y el 95 % de sus necesidades alimenticias. El resto lo obtienen atrapando plancton microscópico y materia orgánica disuelta en el agua.
Como la mayoría de corales, también son alimentadores suspensívoros, captando pequeñas partículas de materia suspendida en el agua, provenientes de varias fuentes como sedimentos suspendidos, material de detritus, excrementos de otros animales o mucus de corales. Estas partículas están expuestas a ser colonizadas por algas y bacterias, lo que aumenta su valor nutritivo. Cuando la concentración de estas partículas es alta, su ingesta puede cubrir hasta el 50 % de los requerimientos de carbón, y un tercio de los de nitrógeno, para el crecimiento de los tejidos coralinos.

## Reproducción
Se reproducen asexualmente mediante gemación y por fragmentación, siendo este último el modo de reproducción, cuando las ramas de las colonias se rompen debido a los temporales, y sus fragmentos originan nuevas colonias.
Sexualmente son hermafroditas simultáneos, lo que quiere decir que las colonias generan gametos masculinos y femeninos, lanzando simultáneamente al exterior sus células sexuales, siendo por tanto la fecundación externa. Los huevos una vez en el exterior, permanecen a la deriva arrastrados por las corrientes varios días, más tarde se forma una larva plánula que, tras deambular por la columna de agua marina, y en un porcentaje de supervivencia que oscila entre el 18 y el 25 %, según estudios de biología marina, cae al fondo, se adhiere a él, y se metamorfosea en pólipo. A continuación, comienza su vida sésil, secretando carbonato cálcico para conformar un esqueleto de aragonita, o coralito. Posteriormente, forman la colonia mediante la división de los pólipos por gemación.

## Conservación
La Lista Roja de Especies Amenazadas de la UICN califica la situación de la población de la especie a nivel global como sigue:

### Amenazas
En general, la mayor amenaza para la supervivencia de los corales es el cambio climático global, en particular el aumento de la temperatura del agua, que provoca el blanqueo de los corales, incrementa la susceptibilidad a las enfermedades, la severidad del fenómeno climático El Niño-Oscilación del Sur, y la acidificación del océano. Por otro lado, las enfermedades coralinas han emergido como una seria amenaza para los arrecifes de coral en todo el mundo y una causa mayor para el deterioro de los mismos, habiéndose incrementado notablemente en la última década.
Los miembros de este género tienen bajas resistencia y tolerancia al blanqueo de coral y otras enfermedades. Asimismo, son amenazas la depredación, principalmente a cargo de la estrella de mar "corona de espinas" (Acanthaster planci), que tiene preferencia por las especies de coral Acropora; el cambio climático; los daños de tormentas; la sobre-pesca; el turismo sin control, y la actividad humana. Todos estos factores han creado un efecto sinérgico que disminuye en gran medida la supervivencia y el éxito reproductivo del coral. La recuperación natural de los corales es un proceso lento, y se dificulta con esta especie, porque hay muchos inhibidores que influyen en su supervivencia.

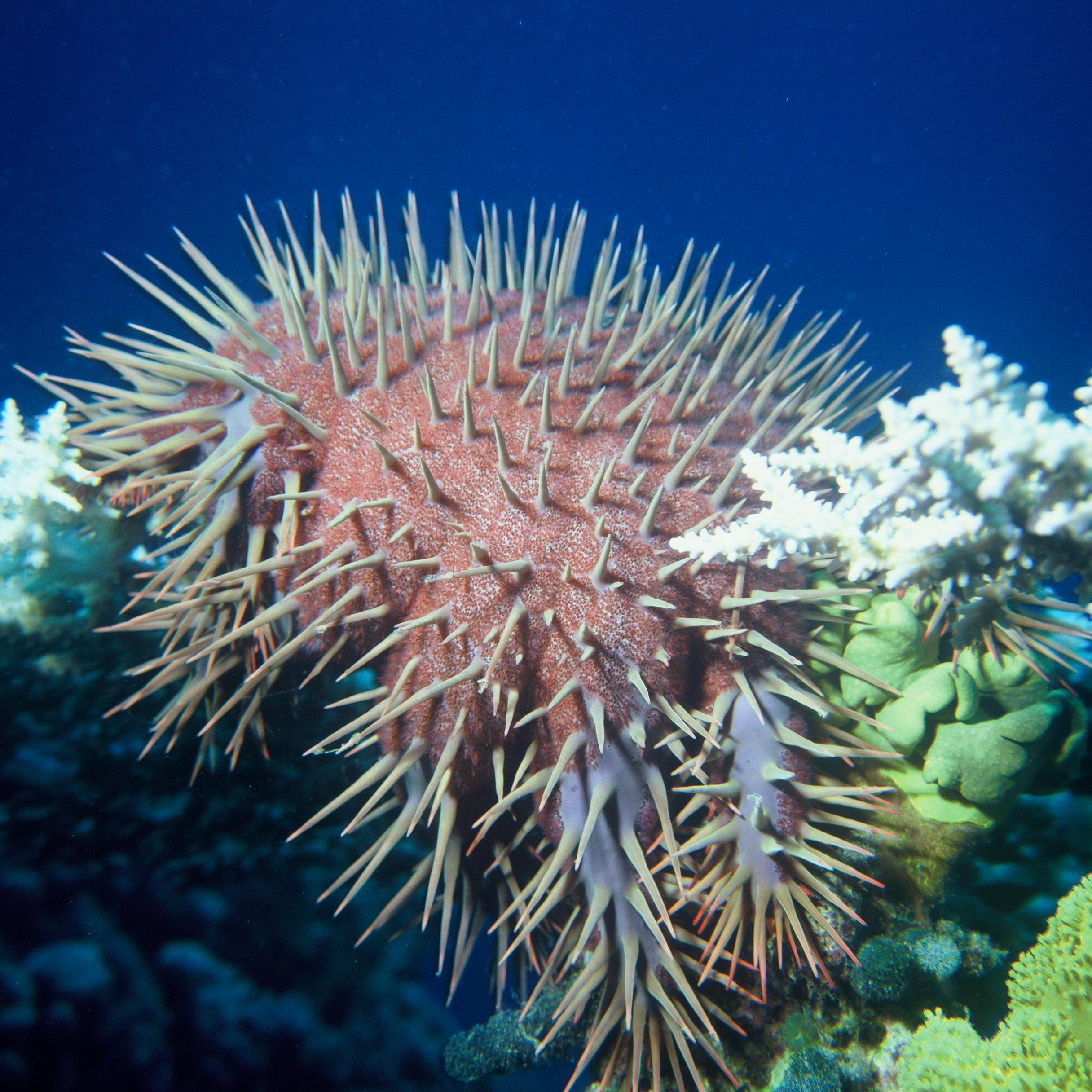
Acanthaster planci devorando Acroporas

La severidad de estas amenazas combinadas para la población global de cada especie es desconocida.

### Acciones de conservación
Las medidas recomendadas para la conservación de esta especie incluyen la investigación en taxonomía, población, abundancia y tendencia, ecología y hábitats, amenazas y resiliencia, acciones de restauración, establecimiento y gestión de áreas protegidas y gestión de las enfermedades, patógenos y parásitos. La propagación artificial y las técnicas como la criopreservación de gametos pueden resultar importantes para la conservación de la biodiversidad de los corales.

## Mantenimiento en cautividad
Como norma, las Acroporas son difíciles de mantener en cautividad.  
Una luz más bien alta satisfará a la mayoría de las colonias aclimatadas al acuario. La corriente deberá ser fuerte y alterna.
Es una especie poco agresiva con otros corales. Su rápido crecimiento en comparación con otras especies le ayuda a conseguir espacio y garantizar el acceso a la luz.
Se debe añadir micro plancton u otros preparados para animales filtradores, adaptados a sus pequeños pólipos.
Con independencia del resto de niveles de los parámetros comunes del acuario marino: salinidad, calcio, magnesio, dureza, etc., hay que mantener los fosfatos a cero y los nitratos a menos de 20 ppm. Algunos autores, con independencia de añadir oligoelementos (yodo, hierro, manganeso, etc.), recomiendan aditar estroncio hasta mantener un nivel de 10 ppm.
Se recomienda cambios de agua semanales del 5 % del volumen del acuario.
Evitar su convivencia con especies de Sinularia, ya que liberan terpinas (hidrocarburos) al agua que dañarán a la Acropora.

## Galería

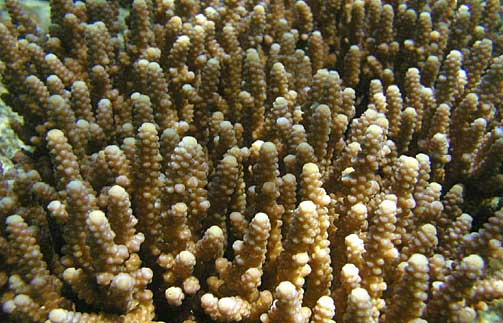
A. verweyi en Samoa Americana, vista de coralitos
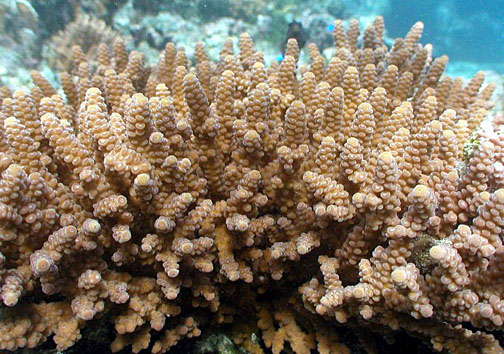
A. verweyi en el Parque nacional de Samoa Americana, vista de sub-ramas en la parte inferior de las ramas principales de la colonia
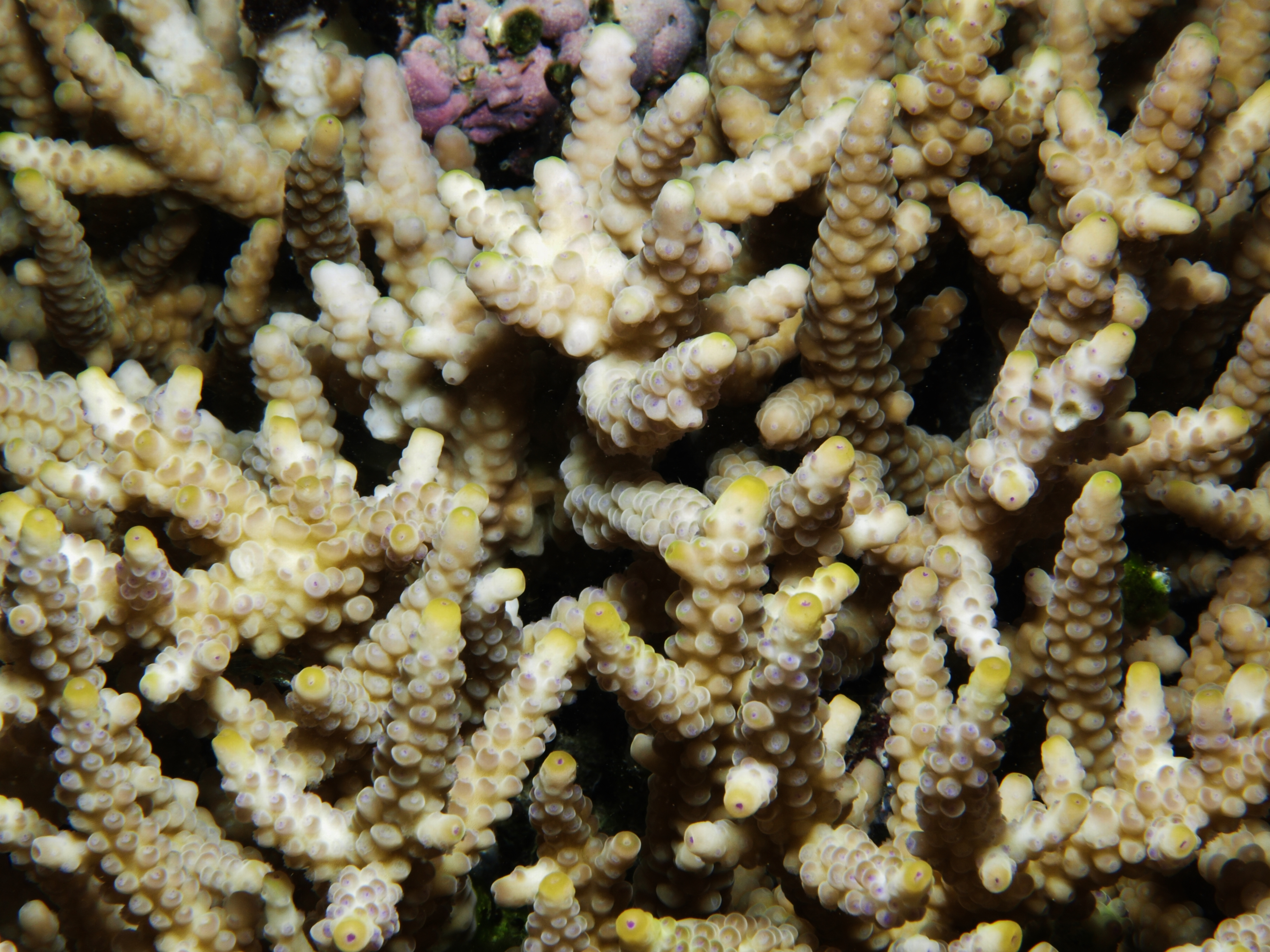
Vista superior de colonia de A. verweyi mostrando coralitos axiales amarillos, en la isla de Mer, Australia
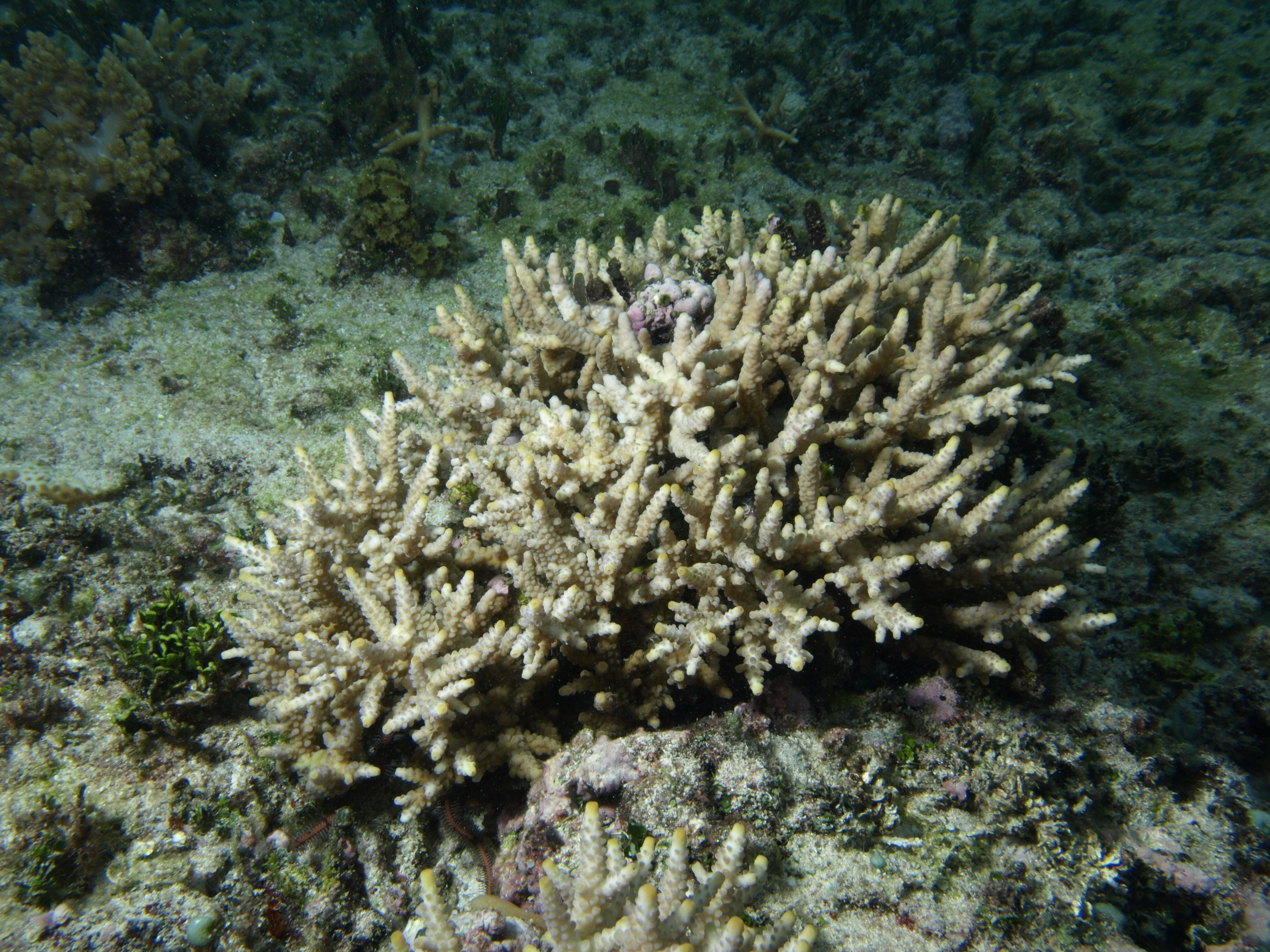
Colonia de A. verweyi en isla Mer
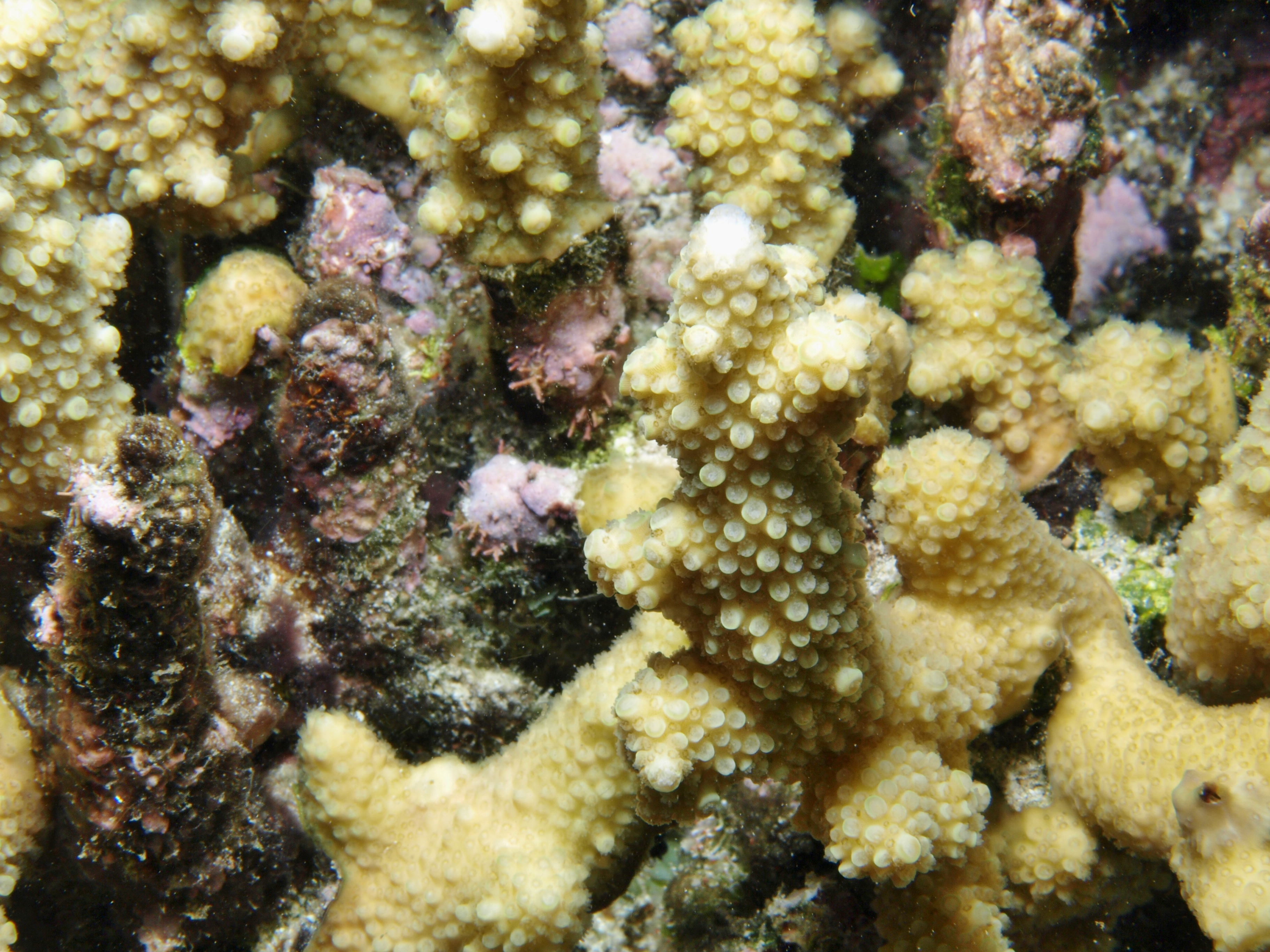
A. verweyi en isla Mer
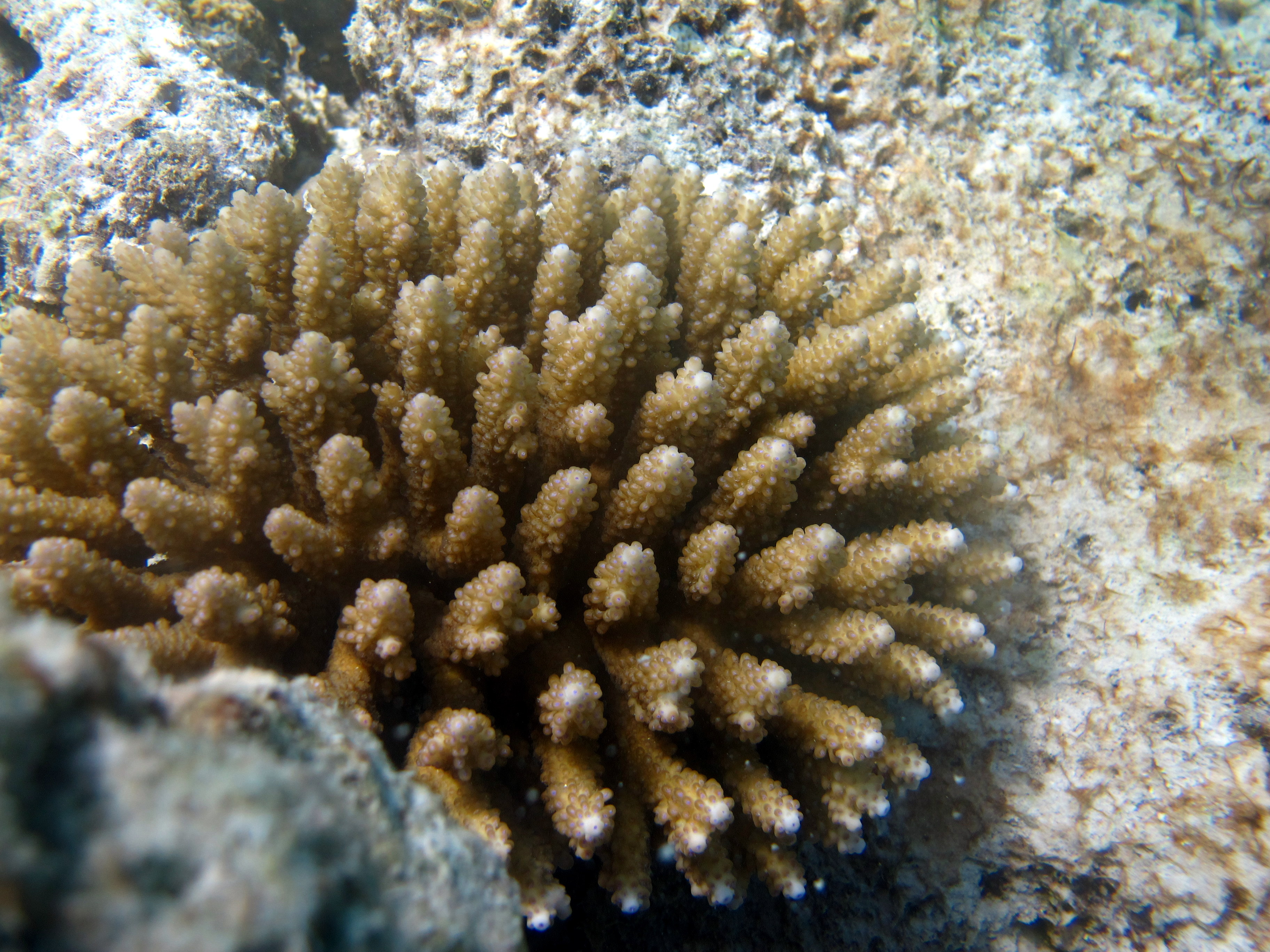
A. verweyi en el atolón Baa, Maldivas